# Yuichi Yamauchi
Yuichi Yamauchi (山内 祐一 Yamauchi Yuichi?), född 26 oktober 1984 i Kumamoto prefektur, är en japansk före detta fotbollsspelare.
Yamauchi började sin karriär 2007 i Rosso Kumamoto (Roasso Kumamoto). 2011 flyttade han till V-Varen Nagasaki. Efter V-Varen Nagasaki spelade han för Blacktown City FC, Sydney United FC och TTM Customs FC. Han avslutade karriären 2014.